# Lloyd Hildebrand
Lloyd Augustin Biden Hildebrand (født 25. december 1870, død 1. april 1924) var en britisk cykelrytter som deltog i OL 1900 i Paris.
Hildebrand vandt en sølvmedalje i cykling under OL 1900 i Paris. Han kom på en andenplads i disciplinen 25 kilometer.